# Savate (Cubango)
Savate é uma cidade e município angolano que se localiza na província de Cubango.
Anteriormente uma vila-comuna do município de Cuangar, em 5 de setembro de 2024 foi elevada a condição de cidade e município da província de Cubango.
Além da comuna-sede, a cidade de Savate, compõe-se também da comuna de Caila.